# Luca Marianucci
Luca Marianucci, né le 23 juillet 2004 à Livourne en Italie, est un footballeur italien qui joue au poste de défenseur central au SSC Naples.

## Biographie
Marianucci est formé à l’Empoli FC. Il est prêté à la Pro Sesto le 1er septembre 2023, où il commence sa carrière professionnelle,. Avec le club lombard, il se distingue sur le plan individuel, mais ne parvient pas à éviter au club la relégation en Serie D.
À la fin de la saison, il retourne à Empoli et rejoint l'équipe première. Il fait ses débuts avec cette dernière le 10 août 2024 lors d’une victoire 4-1 en Coupe d’Italie contre l'US Catanzaro, match lors duquel il délivre une passe décisive à son coéquipier Jacopo Fazzini. Le 4 novembre suivant, il découvre la Serie A lors d’une victoire 1-0 face au Como 1907,.
Le 26 février 2025, il marque le tir au but décisif contre la Juventus, qualifiant l’Empoli pour la première demi-finale de Coupe d’Italie de son histoire.
Le 13 juin 2025, après une saison aboutie avec Empoli, Marianucci rejoint le champion d'Italie en titre, le SSC Naples.

## Style de jeu
Défenseur central doté d’une excellente physionomie athlétique, Luca Marianucci se distingue par sa puissance, son sens du placement et sa capacité à intervenir avec autorité dans les duels. Son profil polyvalent lui permet également d’évoluer au poste de latéral grâce à une course dynamique et une endurance adaptée aux montées offensives,.

## Statistiques
| Saison                | Club                  | Championnat           | Championnat | Championnat | Championnat | Coupe(s) nationale(s) | Coupe(s) nationale(s) | Coupe(s) nationale(s) | Total | Total | Total |
| Saison                | Club                  | Division              | M.          | B.          | P.d.        | M.                    | B.                    | P.d.                  | M.    | B.    | P.d.  |
| 2023-2024             | Pro Sesto 1913 (prêt) | Serie C               | 32          | 0           | 1           | 0                     | 0                     | 0                     | 32    | 0     | 1     |
| 2024-2025             | Empoli FC             | Serie A               | 18          | 0           | 0           | 6                     | 0                     | 2                     | 24    | 0     | 2     |
| Total sur la carrière | Total sur la carrière | Total sur la carrière | 50          | 0           | 1           | 6                     | 0                     | 2                     | 56    | 0     | 3     |